# Sportverein Eintracht Trier 05 1976-1977
Questa voce raccoglie le informazioni riguardanti lo Sportverein Eintracht Trier 05 nelle competizioni ufficiali della stagione 1976-1977.

## Stagione
Nella stagione 1976-1977 l'Eintracht Trier, allenato da Hans-Wilhelm Loßmann e Hans-Dieter Roos, concluse il campionato di 2. Bundesliga al 17º posto. In Coppa di Germania l'Eintracht Trier fu eliminato al primo turno dal Fortuna Düsseldorf.

## Rosa
| N. |                      | Ruolo | Calciatore            |
| -- | -------------------- | ----- | --------------------- |
|    | Germania (bandiera)  | P     | Karl-Heinz Schröder   |
|    | Germania (bandiera)  | P     | Werner Vollack        |
|    | Danimarca (bandiera) | D     | Svend-Jørgen Andresen |
|    | Germania (bandiera)  | D     | August Basten         |
|    | Germania (bandiera)  | D     | Reiner Brinsa         |
|    | Germania (bandiera)  | D     | Heinz Histing         |
|    | Germania (bandiera)  | D     | Michael Veit          |
|    | Germania (bandiera)  | D     | Erwin Zimmer          |
|    | Germania (bandiera)  | D     | Helmut Zöllner        |
|    | Germania (bandiera)  | C     | Rolf Bauerkämper      |
|    | Islanda (bandiera)   | C     | Ernst Elmar Geirsson  |

| N. |                        | Ruolo | Calciatore        |
| -- | ---------------------- | ----- | ----------------- |
|    | Germania (bandiera)    | C     | Jörg Müllen       |
|    | Germania (bandiera)    | C     | Georg Müllner     |
|    | Germania (bandiera)    | C     | Hans Redwanz      |
|    | Germania (bandiera)    | C     | Wolfgang Riemann  |
|    | Germania (bandiera)    | C     | Wolfgang Tullius  |
|    | Lussemburgo (bandiera) | C     | Nico Wagner       |
|    | Germania (bandiera)    | A     | Helmut Bergfelder |
|    | Germania (bandiera)    | A     | Elmar Frank       |
|    | Germania (bandiera)    | A     | Norbert Lehder    |
|    | Germania (bandiera)    | A     | Wolfgang Müller   |
|    | Germania (bandiera)    | A     | Wolfgang Schlief  |

## Organigramma societario
Area tecnica
- Allenatore: Hans-Dieter Roos
- Allenatore in seconda:
- Preparatore dei portieri:
- Preparatori atletici:

## Calciomercato

### Sessione estiva
| Acquisti | Acquisti              | Acquisti             | Acquisti |
| R.       | Nome                  | da                   | Modalità |
| -------- | --------------------- | -------------------- | -------- |
| C        | Georg Müllner         | Werder Brema         |          |
| A        | Wolfgang Schlief      | Werder Brema         |          |
| D        | Svend-Jørgen Andresen | B 1903               |          |
| C        | Rolf Bauerkämper      | Fortuna Colonia      |          |
| A        | Helmut Bergfelder     | Fortuna Colonia      |          |
| D        | Reiner Brinsa         | Borussia Neunkirchen |          |
| D        | Heinz Histing         | Borussia Neunkirchen |          |
| P        | Werner Vollack        | Uerdingen 05         |          |

| Cessioni | Cessioni | Cessioni | Cessioni |
| R.       | Nome     | a        | Modalità |
| -------- | -------- | -------- | -------- |

### Sessione invernale
| Acquisti | Acquisti | Acquisti | Acquisti |
| R.       | Nome     | da       | Modalità |
| -------- | -------- | -------- | -------- |

| Cessioni | Cessioni | Cessioni | Cessioni |
| R.       | Nome     | a        | Modalità |
| -------- | -------- | -------- | -------- |

## Risultati

### 2. Bundesliga

#### Girone di andata
| Arbitro: | Ferro |

|  |           |                   |
|  | Marcatori | 21’, 28’ Detterer |

| Arbitro: | Dahler |

|           |           |  |
| Spohr 79’ | Marcatori |  |

| Treviri 25 agosto 1976 3ª giornata | Eintracht Treviri | 0 – 0 referto | Monaco 1860 | Moselstadion (13 000 spett.)\| Arbitro: \| Röder \| |
| Arbitro:                           | Röder             |               |             |                                                     |

| Arbitro: | Hellwig |

|                      |           |  |
| Lippert 20’ Zapf 50’ | Marcatori |  |

| Arbitro: | Boos |

|                 |           |  |
| Bauerkämper 83’ | Marcatori |  |

| Arbitro: | Therre |

|                     |           |  |
| Emmerich 84’ (rig.) | Marcatori |  |

| Arbitro: | Joos |

|                         |           |  |
| Schlief 11’ Riemann 79’ | Marcatori |  |

| Arbitro: | Schmoock |

|                        |           |                 |
| Ruhs 53’ Schneider 73’ | Marcatori | 90’ Bauerkämper |

| Arbitro: | Linn |

|                                                             |           |                                     |
| Rausch 10’, 16’ (rig.) Theis 18’ Bitz 34’ Nathmann 82’, 89’ | Marcatori | 53’ Histing 80’ Müllner 84’ Tullius |

| Arbitro: | Dreher |

|                                |           |  |
| Riemann 24’ (rig.) Schlief 51’ | Marcatori |  |

| Arbitro: | Nützel |

|  |           |                             |
|  | Marcatori | 84’ Bauerkämper 88’ Müllner |

| Arbitro: | Therre |

|                |           |  |
| Bergfelder 56’ | Marcatori |  |

| Arbitro: | Seith |

|                                 |           |                                                          |
| Größler 26’ (rig.) Sommerer 65’ | Marcatori | 14’ Müllner 21’ (rig.) Riemann 24’ Bergfelder 73’ Brinsa |

| Arbitro: | Brückner |

|                                        |           |              |
| Riemann 41’ Schlief 55’ Bergfelder 75’ | Marcatori | 90’ Heinlein |

| Arbitro: | Frickel |

|                                                    |           |                        |
| Bechtold 36’, 78’ Dörenberg 54’, 69’ Cestonaro 73’ | Marcatori | 11’ Brinsa 33’ Tullius |

| Arbitro: | Ermer |

|                        |           |  |
| Brinsa 49’ Müllner 85’ | Marcatori |  |

| Arbitro: | Treib |

|                                         |           |             |
| Vogel 38’ Schneider 64’ (rig.) Heck 84’ | Marcatori | 61’ Histing |

| Arbitro: | Joos |

|                                |           |                                                              |
| Riemann 64’ (rig.) Müllner 72’ | Marcatori | 14’, 68’ Aumeier 21’, 60’ Hoffmann 42’ Schneider 76’ Beichle |

| Arbitro: | Ermer |

|            |           |  |
| Martin 40’ | Marcatori |  |

#### Girone di ritorno
| Arbitro: | Nickel |

|                                 |           |             |
| Nicastro 27’ Pankotsch 58’, 72’ | Marcatori | 39’ Schlief |

| Arbitro: | Stumpf |

|             |           |                                        |
| Schlief 20’ | Marcatori | 25’, 42’ Warken 29’ (rig.) Hohenwarter |

| Arbitro: | Hellwig |

|                          |           |  |
| Falter 40’ Haunstein 67’ | Marcatori |  |

| Arbitro: | Steigele |

|                            |           |          |
| Müllner 6’, 24’ Brinsa 56’ | Marcatori | 17’ Zapf |

| Arbitro: | Ferro |

|             |           |  |
| Geinzer 77’ | Marcatori |  |

| Arbitro: | Stegner |

|  |           |           |
|  | Marcatori | 25’ Thiel |

| Arbitro: | Kollmann |

|                                                       |           |                                              |
| Maciossek 18’ Bronnert 19’, 66’ Ganz 47’ Hofeditz 67’ | Marcatori | 33’ Riemann 59’, 89’ Bauerkämper 65’ Histing |

| Arbitro: | Blum |

|             |           |          |
| Schlief 33’ | Marcatori | 50’ Ruhs |

| Arbitro: | Fleischer |

|            |           |                                                        |
| Brinsa 78’ | Marcatori | 21’, 24’ Bastrup 42’ Skala 68’ Blechschmidt 84’ Krause |

| Stoccarda 12 marzo 1977 29ª giornata | Kickers Stoccarda | 0 – 0 referto | Eintracht Treviri | Kickers-Stadion (1 900 spett.)\| Arbitro: \| Drescher \| |
| Arbitro:                             | Drescher          |               |                   |                                                          |

| Arbitro: | Binninger |

|  |           |                       |
|  | Marcatori | 13’ Klein 76’ Hofmann |

| Arbitro: | Luca |

|                                     |           |                  |
| Rudloff 4’, 57’, 84’ Geiersbach 58’ | Marcatori | 81’ (aut.) Braun |

| Arbitro: | Gaus |

|             |           |  |
| Schlief 20’ | Marcatori |  |

| Arbitro: | Dahler |

|                                              |           |                         |
| Grabmeier 19’ Lambie 40’ Heinlein 64’ (rig.) | Marcatori | 76’ Müllner 87’ Schlief |

| Arbitro: | Karr |

|            |           |                                          |
| Tullius 5’ | Marcatori | 11’ Westenberger 30’ Cestonaro 89’ Weiss |

| Arbitro: | Kuhn |

|             |           |                                      |
| Lindner 16’ | Marcatori | 61’ Schlief 78’ Müllner 79’ Geirsson |

| Arbitro: | Steigele |

|  |           |             |
|  | Marcatori | 68’ Steiner |

| Arbitro: | Brückner |

|  |           |            |
|  | Marcatori | 13’ Wagner |

| Treviri 21 maggio 1977 38ª giornata | Eintracht Treviri | 0 – 0 referto | Stoccarda | Moselstadion (18 000 spett.)\| Arbitro: \| Scheffner \| |
| Arbitro:                            | Scheffner         |               |           |                                                         |

### Coppa di Germania
| Arbitro: | Assenmacher |

|                                      |           |                 |
| Kriegler 22’ Bommer 49’ Mattsson 57’ | Marcatori | 12’ Bauerkämper |

## Statistiche

### Statistiche di squadra
| Competizione      | Punti | In casa | In casa | In casa | In casa | In casa | In casa | In trasferta | In trasferta | In trasferta | In trasferta | In trasferta | In trasferta | Totale | Totale | Totale | Totale | Totale | Totale | DR  |
| Competizione      | Punti | G       | V       | N       | P       | Gf      | Gs      | G            | V            | N            | P            | Gf           | Gs           | G      | V      | N      | P      | Gf     | Gs     | DR  |
| ----------------- | ----- | ------- | ------- | ------- | ------- | ------- | ------- | ------------ | ------------ | ------------ | ------------ | ------------ | ------------ | ------ | ------ | ------ | ------ | ------ | ------ | --- |
| 2. Bundesliga     | 28    | 19      | 8       | 3       | 8       | 21      | 26      | 19           | 4            | 1            | 14           | 25           | 42           | 38     | 12     | 4      | 22     | 46     | 68     | -22 |
| Coppa di Germania | -     | 0       | 0       | 0       | 0       | 0       | 0       | 1            | 0            | 0            | 1            | 1            | 3            | 1      | 0      | 0      | 1      | 1      | 3      | -2  |
| Totale            | 28    | 19      | 8       | 3       | 8       | 21      | 26      | 20           | 4            | 1            | 15           | 26           | 45           | 39     | 12     | 4      | 23     | 47     | 71     | -24 |

### Andamento in campionato
| Giornata  | 1  | 2  | 3  | 4  | 5  | 6  | 7  | 8  | 9  | 10 | 11 | 12 | 13 | 14 | 15 | 16 | 17 | 18 | 19 | 20 | 21 | 22 | 23 | 24 | 25 | 26 | 27 | 28 | 29 | 30 | 31 | 32 | 33 | 34 | 35 | 36 | 37 | 38 |
| --------- | -- | -- | -- | -- | -- | -- | -- | -- | -- | -- | -- | -- | -- | -- | -- | -- | -- | -- | -- | -- | -- | -- | -- | -- | -- | -- | -- | -- | -- | -- | -- | -- | -- | -- | -- | -- | -- | -- |
| Luogo     | C  | T  | C  | T  | C  | T  | C  | T  | T  | C  | T  | C  | T  | C  | T  | C  | T  | C  | T  | T  | C  | T  | C  | T  | C  | T  | C  | C  | T  | C  | T  | C  | T  | C  | T  | C  | T  | C  |
| Risultato | P  | P  | N  | P  | V  | P  | V  | P  | P  | V  | V  | V  | V  | V  | P  | V  | P  | P  | P  | P  | P  | P  | V  | P  | P  | P  | N  | P  | N  | P  | P  | V  | P  | P  | V  | P  | V  | N  |
| Posizione | 18 | 17 | 16 | 17 | 16 | 17 | 15 | 17 | 17 | 16 | 16 | 12 | 10 | 8  | 13 | 9  | 12 | 13 | 14 | 14 | 17 | 17 | 16 | 16 | 16 | 16 | 17 | 17 | 17 | 17 | 17 | 17 | 17 | 17 | 17 | 17 | 17 | 17 |

Legenda:

Luogo: C = Casa; T = Trasferta. Risultato: V = Vittoria; N = Pareggio; P = Sconfitta.

### Statistiche dei giocatori
| Giocatore      | 2. Bundesliga | 2. Bundesliga | 2. Bundesliga | 2. Bundesliga | Coppa di Germania | Coppa di Germania | Coppa di Germania | Coppa di Germania | Totale   | Totale | Totale      | Totale     |
| Giocatore      | Presenze      | Reti          | Ammonizioni   | Espulsioni    | Presenze          | Reti              | Ammonizioni       | Espulsioni        | Presenze | Reti   | Ammonizioni | Espulsioni |
| -------------- | ------------- | ------------- | ------------- | ------------- | ----------------- | ----------------- | ----------------- | ----------------- | -------- | ------ | ----------- | ---------- |
| S. Andresen    | 35            | 0             | 3             | 0             | 1                 | 0                 | 0                 | 0                 | 36       | 0      | 3           | 0          |
| A. Basten      | 1             | 0             | 0             | 0             | 0                 | 0                 | 0                 | 0                 | 1        | 0      | 0           | 0          |
| R. Bauerkämper | 28            | 5             | 1             | 0             | 1                 | 1                 | 0                 | 0                 | 29       | 6      | 1           | 0          |
| H. Bergfelder  | 33            | 3             | 7             | 0             | 1                 | 0                 | 0                 | 0                 | 34       | 3      | 7           | 0          |
| R. Brinsa      | 37            | 5             | 6             | 0             | 1                 | 0                 | 1                 | 0                 | 38       | 5      | 7           | 0          |
| E. Frank       | 6             | 0             | 0             | 0             | 1                 | 0                 | 0                 | 0                 | 7        | 0      | 0           | 0          |
| E. Geirsson    | 10            | 1             | 0             | 0             | 1                 | 0                 | 0                 | 0                 | 11       | 1      | 0           | 0          |
| H. Histing     | 38            | 3             | 4             | 0             | 1                 | 0                 | 0                 | 0                 | 39       | 3      | 4           | 0          |
| N. Lehder      | 5             | 0             | 0             | 0             | 0                 | 0                 | 0                 | 0                 | 5        | 0      | 0           | 0          |
| J. Müllen      | 2             | 0             | 0             | 0             | 0                 | 0                 | 0                 | 0                 | 2        | 0      | 0           | 0          |
| W. Müller      | 6             | 0             | 1             | 0             | 0                 | 0                 | 0                 | 0                 | 6        | 0      | 1           | 0          |
| G. Müllner     | 31            | 9             | 0             | 0             | 0                 | 0                 | 0                 | 0                 | 31       | 9      | 0           | 0          |
| H. Redwanz     | 5             | 0             | 0             | 0             | 0                 | 0                 | 0                 | 0                 | 5        | 0      | 0           | 0          |
| W. Riemann     | 37            | 6             | 1             | 0             | 1                 | 0                 | 0                 | 0                 | 38       | 6      | 1           | 0          |
| W. Schlief     | 31            | 9             | 1             | 0             | 0                 | 0                 | 0                 | 0                 | 31       | 9      | 1           | 0          |
| K. Schröder    | 8             | 0             | 0             | 0             | 0                 | 0                 | 0                 | 0                 | 8        | 0      | 0           | 0          |
| W. Tullius     | 32            | 3             | 2             | 0             | 1                 | 0                 | 0                 | 0                 | 33       | 3      | 2           | 0          |
| M. Veit        | 38            | 0             | 7             | 0             | 1                 | 0                 | 0                 | 0                 | 39       | 0      | 7           | 0          |
| W. Vollack     | 32            | 0             | 0             | 0             | 1                 | 0                 | 0                 | 0                 | 33       | 0      | 0           | 0          |
| N. Wagner      | 8             | 1             | 2             | 0             | 0                 | 0                 | 0                 | 0                 | 8        | 1      | 2           | 0          |
| E. Zimmer      | 24            | 0             | 1             | 0             | 0                 | 0                 | 0                 | 0                 | 24       | 0      | 1           | 0          |
| H. Zöllner     | 33            | 0             | 5             | 0             | 1                 | 0                 | 0                 | 0                 | 34       | 0      | 5           | 0          |